# Muzzy Gondolandban
A Muzzy Gondolandban (eredeti cím: Muzzy in Gondoland) 1986-ban készült brit nyelvoktató rajzfilm, amelyet a BBC sugárzott. 
1986. június 13-án mutatták be a televízióban.

## Szereplők
| Szereplő                                                                    | Hang             | Leírás                                                                  |
| --------------------------------------------------------------------------- | ---------------- | ----------------------------------------------------------------------- |
| Muzzy                                                                       | Jack May         | Egy hatalmas szörny, aki megeszi a műszereket.                          |
| Norman                                                                      | Benjamin Whitrow | egy ember, aki biciklizni jár a szavak gyanánt.                         |
| Nigel Király                                                                | Willie Rushton   | egy oroszlán, Gondoland királya, Erza királynő férje, Sylvia apja.      |
| Erza királynő                                                               | Miriam Margolyes | egy patkány, Gondoland királynője, Nigel király felesége, Sylvia anyja. |
| Mary                                                                        | Miriam Margolyes | egy ember, Norman felesége.                                             |
| Sylvia hercegnő                                                             | Susan Sheridan   | egy patkány, a királyi pár lánya, aki szereti a Bobot, a kertészt.      |
| Macska                                                                      | Susan Sheridan   | Corvax macskája.                                                        |
| Bob                                                                         | Derek Griffiths  | egy egér, a királyi kertész, aki szereti Sylvia hercegnőt.              |
| Corvax                                                                      | Derek Griffiths  | egy zöld kobold, aki bármi áron feleségül akarja venni Sylviát.         |
| Gyümölcsárus                                                                | Derek Griffiths  | egy kenguru a kereskedők közt.                                          |
| Rendőrbíró                                                                  | Derek Griffiths  | egy buldog, a fegyház igazgatója.                                       |
| További hangok                                                              |                  |                                                                         |
| Derek Griffiths, Miriam Margolyes, Jack May, Willie Rushton, Susan Sheridan |                  |                                                                         |

## Betétdalok
| Dal                   | Előadó                                                                  |
| --------------------- | ----------------------------------------------------------------------- |
| Good Morning          | Benjamin Whitrow                                                        |
| A, E, I, O, U         | Susan Sheridan Derek Griffiths                                          |
| ABC song              | Derek Griffiths Jack May                                                |
| Bob and Muzzy         | Derek Griffiths Jack May                                                |
| Song of Sylvias       | Susan Sheridan                                                          |
| Song of Weeks         | Benjamin Whitrow Miriam Margolyes                                       |
| More of them and more | Willie Rushton Miriam Margolyes                                         |
| Good Bye!             | Derek Griffiths Susan Sheridan Willie Rushton Miriam Margolyes Jack May |

## Tévésorozat változat
A rajzfilmsorozatot, amelyből a rajzfilm 6 válogatott leckéjéből kivágással 6 perces összeállításként, 20 epizódjaként készítették.
| Epizód szám | Összeállítás |
| ----------- | ------------ |
| 1           | 1            |
| 2           | 1            |
| 3           | 1            |
| 4           | 1            |
| 5           | 2            |
| 6           | 3, 1, 2      |
| 7           | 2            |
| 8           | 2, 1, 2      |
| 9           | 2, 3, 2      |
| 10          | 3            |
| 11          | 3            |
| 12          | 3            |
| 13          | 4            |
| 14          | 4            |
| 15          | 3, 5         |
| 16          | 4, 5         |
| 17          | 5, 6         |
| 18          | 5, 6         |
| 19          | 6            |
| 20          | 6            |